# Brachiacantha illustris
Brachiacantha illustris är en skalbaggsart som beskrevs av Thomas Casey 1899. Brachiacantha illustris ingår i släktet Brachiacantha och familjen nyckelpigor. Inga underarter finns listade i Catalogue of Life.